# Mike Barrowman
Michael Ray Barrowman, detto Mike (Costa Mesa, 4 dicembre 1968), è un ex nuotatore statunitense.
Specializzato nella rana ha vinto la medaglia d'oro nei 200 m rana alle Olimpiadi di Barcellona 1992. Nel 1997 è diventato uno dei Membri dell'International Swimming Hall of Fame.

## Palmarès
- Giochi olimpici

Barcellona 1992: oro nei 200 m rana.
- Mondiali

1991 - Perth: oro nei 200 m rana.
- Giochi PanPacifici

1989 - Tokyo: oro nei 200 m rana.
1991 - Edmonton: oro nei 100 m e 200 m rana e nella staffetta 4x100 m misti.
- Giochi panamericani

1987 - Indianapolis: argento nei 200 m rana.

## Riconoscimenti
- World Swimmer of the Year: 1989, 1990
- American Swimmer of the Year: 1989, 1990, 1991, 1992